# Paul Vogt (Kunsthistoriker)
Paul Vogt (* 29. Mai 1926 in Essen-Holsterhausen; † 1. Oktober 2017 in Münster) war ein deutscher Kunsthistoriker und Hochschullehrer. 
Vogt studierte  Kunstgeschichte, Archäologie und Vorgeschichte in Göttingen und wurde 1950 unter Heinz Rudolf Rosemann (1900–1977) mit einer Dissertation über Die Landschaft in der niederländischen Druckgraphik des 16. Jahrhunderts zum Doktor der Philosophie promoviert. Er war seit 1954 Kustos, und als Nachfolger von Heinz Köhn von 1963 bis 1988 Direktor am Museum Folkwang in Essen. Damit wurde er auch Direktor des Deutschen Plakat-Museums. 1977 erhielt er einen Ruf an die Universität Duisburg-Essen. 
Er war Ehrenmitglied des Folkwang-Museumsvereins und seit 1984 Mitglied der Kulturstiftung Ruhr. Er wurde mit dem Verdienstkreuz am Bande des Verdienstordens der Bundesrepublik Deutschland ausgezeichnet. 

## Schriften (Auswahl)
- Die Landschaft in der niederländischen Druckgraphik des 16. Jahrhunderts, Dissertation (Maschinenschrift), Göttingen 1950.
- Zur Entwicklung und Deutung des graphischen Werkes von Christian Rohlfs. In: Westfalen 35, 1957.
- Christian Rohlfs. Aquarelle und Zeichnungen. Recklinghausen 1958.
- Zur Folge „Pâques“ von Alfred Manessier. In: Ernst Guldan (Hrsg.): Beiträge zur Kunstgeschichte. Eine Festgabe für Heinz Rudolf Rosemann. München/Berlin 1960, S. 349–358.
- Erich Heckel: Werkverzeichnis der Gemälde. Bongers, Recklinghausen 1965.
- Was sie liebten … Salonmalerei im XIX. Jahrhundert. DuMont Schauberg, Köln 1969 (DuMonts neue Kunstreihe).
- Geschichte der deutschen Malerei im 20. Jahrhundert. Köln 1972.
- Das Museum Folkwang Essen, Köln 1972.
- Expressionismus. Deutsche Malerei zwischen 1905 und 1920. Köln 1978.
- Christian Rohlfs: Oeuvre-Katalog der Gemälde. Verlag Aurel Bongers, Recklinghausen 1978.
- Meisterwerke moderner Malerei, Lizenzausgabe, 1981
- Christian Rohlfs: Aquarelle und Wassertempera. Verlag Aurel Bongers, Recklinghausen 1988, ISBN 3-7647-0391-1.